# Park Se-ryong
Park Se-ryong (nome original em coreano:  박 세룡; nascido em 13 de agosto de 1959) é um ex-ciclista olímpico sul-coreano. Se-ryong representou a sua nação durante os Jogos Olímpicos de Verão de 1984 e nos Jogos Asiáticos de 1982.